# Registro Nacional de Lugares Históricos no Arizona
Edifícios, locais, distritos e objetos no Registro Nacional de Lugares Históricos no Arizona. Desde 18 de outubro de 2013 existem 1 424 propriedades e distritos listados do Registro Nacional de Lugares Históricos nos 15 condados do Arizona, incluindo os 44 nomeados no Marco Histórico Nacional.
O condado de Maricopa é o que contem a maior quantidade de registros, enquanto o condado de La Paz contem apenas nove registros. Os primeiros NRHPs no Arizona foram designados em 15 de outubro de 1966 e o mais recente em 30 de setembro de 2013.

## Números de propriedades por condado
A relação a seguir lista as entradas atuais, por condado, pertencentes ao Registro Nacional de Lugares Históricos. Estas somas são baseadas em inscrições no Banco de Dados do Cadastro Nacional de Informações a partir de 24 de abril de 2008, e nas novas listas semanais postadas desde então no site do National Register of Historic Places. Há inclusões freqüentes e exclusões ocasionais à lista, fazendo com que as contagens mostradas aqui sejam aproximadas e não oficiais. Igualmente, a contagem desta tabela exclui o aumento e diminuição de fronteiras que modificam a área coberta por uma propriedade existente ou distrito e que apresentem um número de referência nacional distinto no Regisro Nacional.
|              | \| \| Condado \| Nº de lugares \| \| ------------ \| ---------------------------- \| ------------- \| \| 1 \| Apache \| 33 \| \| 2 \| Cochise \| 83 \| \| 3 \| Coconino \| 156 \| \| 4 \| Gila \| 51 \| \| 5 \| Graham \| 34 \| \| 6 \| Greenlee \| 10 \| \| 7 \| La Paz \| 9 \| \| 8.1 \| Maricopa: Phoenix \| 215 \| \| 8.2 \| Maricopa: outras localidades \| 179 \| \| 8 \| Maricopa: Total \| 394 \| \| 9 \| Mohave \| 71 \| \| 10 \| Navajo \| 56 \| \| 11 \| Pima \| 178 \| \| 12 \| Pinal \| 109 \| \| 13 \| Santa Cruz \| 52 \| \| 14.1 \| Yavapai: Prescott \| 72 \| \| 14.2 \| Yavapai: outras localidades \| 62 \| \| 14 \| Yavapai: Total \| 134 \| \| 15 \| Yuma \| 60 \| \| (duplicados) \| (duplicados) \| (6)[3] \| \| Total: \| Total: \| 1 424 \| |               |
|              | Condado | Nº de lugares |
| 1            | Apache | 33            |
| 2            | Cochise | 83            |
| 3            | Coconino | 156           |
| 4            | Gila | 51            |
| 5            | Graham | 34            |
| 6            | Greenlee | 10            |
| 7            | La Paz | 9             |
| 8.1          | Maricopa: Phoenix | 215           |
| 8.2          | Maricopa: outras localidades | 179           |
| 8            | Maricopa: Total | 394           |
| 9            | Mohave | 71            |
| 10           | Navajo | 56            |
| 11           | Pima | 178           |
| 12           | Pinal | 109           |
| 13           | Santa Cruz | 52            |
| 14.1         | Yavapai: Prescott | 72            |
| 14.2         | Yavapai: outras localidades | 62            |
| 14           | Yavapai: Total | 134           |
| 15           | Yuma | 60            |
| (duplicados) | (duplicados) | (6)           |
| Total:       | Total: | 1 424         |